# تشيكو وريثة اللص ذي العشرين وجه
تشيكو وريثة اللص ذي العشرين وجهًا (باليابانية: 二十面相の娘، بالروماجي: Nijū Mensō no Musume) (بالإنجليزية: CHIKO, Heiress of the Phantom Thief)‏ هي سلسلة مانغا يابانية من تأليف ورسم
شينجي أوهارا، نشرت من قبل ميديا فاكتوري في مجلة كومنز فلافر [الإنجليزية]، منذ عام 2003 حتى عام 2007، وتكونت من 8 مجلدات. أنتجت إلى مسلسل أنمي تلفزيوني من قبل استوديو بونز، عرض في 12أبريل عام 2008 واستمر عرضه حتى 27 سبتمبر عام 2008، وتكون من 22 حلقة.

## القصة
تدور أحداث القصة عن تشيزكو ميكامو هي فتاة صغيرة عمرها أحد عشر عامًا، تعيش مع عمها وزوجته بعد وفاة والديها، تتعامل تسيزوكو معهما ببرود، على الرغم من محاولاتهما لإسعادها، لأنها تعلم أنهما يحاولان تسميمها ببطء عن طريق أضافة السم إلى طعامها من أجل الحصول على ميراثها، بسبب ذكائها ومعرفتها المكتسبة من قراءة الروايات البوليسية، فإنها تعمل على تجنب تناول الطعام الذي تعده زوجة عمها، لكن من المستحيل أن تتجنب عدم تناول طعام، ولا تزال تتناول قليل مما يسبب لها الانهيار، ثم يكشف خادمها الشخصي عن شخصيته، في الواقع هو اللص الشهير ذي العشرين وجه الذي جاء هنا لسرقة ميراث تشيزكو، وهو جوهرة إرث عائلتها تُعرف باسم روبي أنستاسيا، عندما أدرك ما تمر به تشيزكو، سألها عما إذا كانت تريد أن تأتي معه ومع فرقته في رحلاتهم حول العالم. فوافقت وأخذها اللص ذي العشرين وجه برفقته للانضمام إلى عصابته،الذين يختصرون اسمها إلى تشيكو.

## الشخصيات

### الشخصيات الرئيسية
تشيزكو ميكامو / تشيكو (باليابانية: 美甘千津子، بالروماجي: Mikamo Chizuko) / (باليابانية: チコ ، بالروماجي: Chiko)
أداء صوتي: أيا هيرانو
اللص ذو العشرين وجه (باليابانية: 二十面相، بالروماجي: Nijū-Mensō)
أداء صوتي: يويا أوتشيدا

### شخصيات ثانوية
شونكا كويتو (باليابانية: 小糸春華، بالروماجي: Koito Shunka)
أداء صوتي: رينا ساتو
تومي (باليابانية: トメ، بالروماجي: Tome)
أداء صوتي: ساتومي أراي
كين (باليابانية: ケン، بالروماجي: Ken)
أداء صوتي: ماسايا ماتسكازي
المحقق أكيني (باليابانية: 空根太作، بالروماجي: Akine-tasaku)
أداء صوتي: ماسانوري تاكيدا
آكيتشي [الإنجليزية] (باليابانية: 明智، بالروماجي: Akechi)
أداء صوتي: كينجي هامادا
نوزومي كاياما (باليابانية: 香山望، بالروماجي: Kayama Nozomi)
أداء صوتي: ميوكي ساواشيرو
سايوري (باليابانية: サユリ ، بالروماجي: Sayuri)
أداء صوتي: ميوكي كاواشيو
ميكا (باليابانية: ミカ ، بالروماجي: Mika)
أداء صوتي: يوكي كودايرا

### عصابة اللص ذي العشرين وجه
سكيبير (باليابانية: 船長، بالروماجي: Senchou)
أداء صوتي: كوتارو ناكامورا
هانز (باليابانية: ハンス، بالروماجي: Hansu)
أداء صوتي: سسمو تشيبا
موتا (باليابانية: ムタ ، بالروماجي: Muta)
أداء صوتي: كينتا مياكي

### شخصيات أخرى
يوشي ميكامو (باليابانية: 美甘淑恵، بالروماجي: Mikamo Yoshie)
أداء صوتي: يومي توما
شوجي ميكامو (باليابانية: 美甘正次، بالروماجي: Mikamo Shoji)
أداء صوتي: توشيميتسو أودا
تايغر (باليابانية: 虎، بالروماجي: Tora)
أداء صوتي: رينتارو نيشي
سيجي تاميا / الشيطان ذو الشعر الأبيض
(باليابانية: 田宮清次، بالروماجي: Tamiya Seiji)
أداء صوتي: أتسوكو تاناكا
كوهي كاكيهارا (باليابانية: 柿島耕平، بالروماجي: Kakihara Kohei)
أداء صوتي: هوتشو أوتسوكا
كوروساكي (باليابانية: 黒崎 ، بالروماجي: Kurosaki)
أداء صوتي: توكويوشي كاواشيما

## وصلات خارجية
- موقع الأنمي الرسمي على موقع واي باك مشين (نسخة محفوظة August 25, 2013) باللغة اليابانية
- تشيكو وريثة اللص ذي العشرين وجه على موقع Fuji Creative Corporation
- تيليكوم أنيميشن فيلم باللغة اليابانية
- تشيكو وريثة اللص ذي العشرين وجه على موقع ANN anime (الإنجليزية)
- تشيكو وريثة اللص ذي العشرين وجه على موقع ANN manga (الإنجليزية)